# Труфорс
Труфорс (норв. Trofors) — деревня и административный центр муниципалитета Гране. Расположена в Северной Норвегии в графстве Нурланн.

## Достопримечательности
- Музей Хельгеланда, Гране

## Транспорт
Деревня находится на европейском маршруте E06. Через неё можно попасть в Алту и Киркенес (север), и во многие крупные города Норвегии (Тронхейм, Осло и др.) и в Швецию через Свинесундский мост (юг). В деревне находится железнодорожная станция. Она находится на железной дороге Нордленд.

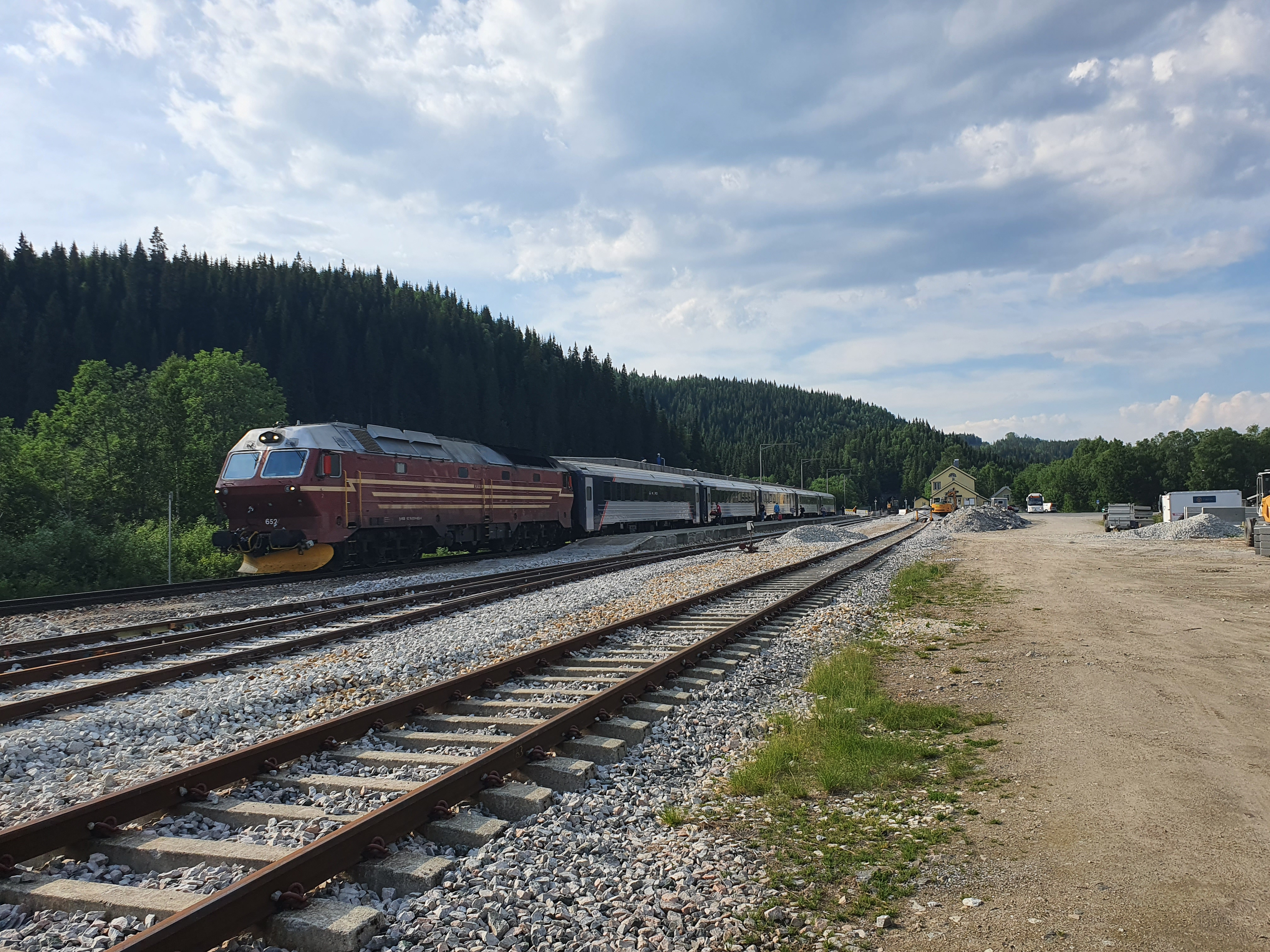
поезд NSB Di 4 на железнодорожной станции Труфорс

## Население
| 2019 | 2020 | 2021 | 2022 | 2023 | 2024 |
| ---- | ---- | ---- | ---- | ---- | ---- |
| 836  | ↘832 | →832 | ↗838 | ↗848 | ↗860 |